# Мверу
Мверу (англ. Lake Mweru; фр. Lac Moero) — велике прісноводне озеро в басейні річки Конго. Знаходиться на кордоні ДРК та Замбії.
Найбільшою річкою, що живить озеро, є Луапула: пробираючись через болотисті території на південь від Мверу, вона впадає в озеро з півдня. Іншою значущою притокою є річка Калунгвіші, яка впадає у Мверу на сході. На півночі з озера витікає річка Лувуа. Вона тече в північно-західному напрямку та впадає в Луалаби (верхів'я Конго).
Мверу є другим за розміром озером басейну Конго. Воно розташоване за 150 км від південної околиці озера Танганьїка — найбільшого озера басейну. Річка Луапула при впадінні в озеро утворює болотисту дельту.
На відміну від багатьох інших озер регіону, Мверу не зазнає сильних змін свого рівня та площі залежно від зміни сухого сезону та сезону дощів. Щорічні коливання рівня становлять лише близько 1,7 м із максимальним значенням в травні та мінімальним — в січні. Це частково пояснюється тим, що Луапула, що бере початок із боліт Бангвеулу, регулює свій потік, від чого приплив у Мверу завжди достатньо стабільний. Зростання озера компенсується достатньо швидким відтоком річки Лувуа.
Мверу є частиною ланцюга озер Східноафриканської рифтової долини. Озеро простягнулося з північного сходу на південний захід в середньому на 118 км при середній ширині 45 км. Воно розташоване на висоті 917 м над рівнем моря, що вище, ніж озеро Танганьїка (763 м). На півдні Мверу більш мілководне, на північ його глибина збільшується, а на північному сході є два зниження. Максимальна глибина становить 27 м. Приблизно за 50 км від Мверу і на північ від річки Калунгвіші є невелике сильно заболочене озеро Мверу-Вантіпа.
Відкриття озера для європейців приписують мандрівникові Девідові Лівінгстону, який описав його під час своєї експедиції 1867—1868 років.
На берегах Мверу розташовано безліч рибальських сіл. Найзначнішими населеними пунктами з боку Замбії є містечка Нчеленге, Кашкіші та Чіенгі; з боку ДРК — Кілва, Пвето та Луконзолва. У південно-західній частині озера розташований великий острів Кілва площею 25 км².